# Barbara Zdunk
Barbara Zdunk, född 1769, död 1811, var en polsk kvinna som avrättades för häxeri, troligen den sista person i Europa som dömd av en laglig domstol avrättades efter att ha arresterats på en sådan anklagelse.
Zdunk bodde i staden Reszel i nuvarande Polen, som var först polsk till 1772, då den blev preussisk efter Polens första delning, vilket blev slutet för stadens blomstringstid. År 1807 brann staden ned i dess historias största stadsbrand. Branden skylldes på Barbara, som arresterades och anklagades för att ha orsakat den med hjälp av magi. Hon dömdes som skyldig. År 1811 avrättades hon på en kulle utanför staden i Europas sista människobål.
År 1836 lynchades och dränktes dock en polsk kvinna i Preussen olagligt, Krystyna Ceynowa, beskylld för häxeri.